# Raurkela Industrial Township
Raurkela Industrial Township es una ciudad industrial situada en el distrito de Sundargarh en el estado de Odisha (India). Su población es de 216410 habitantes (2011). Se encuentra a 270 km de Bhubaneswar y a 1 km de Raurkela, de cuya área metropolitana forma parte.

## Demografía
Según el censo de 2011 la población de Raurkela Industrial Township era de 216410 habitantes, de los cuales 112897 eran hombres y 103513 eran mujeres. Raurkela Industrial Township tiene una tasa media de alfabetización del 85,47%, superior a la media estatal del 72,87: la alfabetización masculina es del 90,27%, y la alfabetización femenina del 80,27%.